# Santa Lucia Sport Roma
La Società Sportiva Dilettantistica Santa Lucia Basket Roma, nota come Santa Lucia Basket, è una squadra italiana di pallacanestro in carrozzina con sede a Roma, che milita in Serie A, massimo livello del Campionato italiano di pallacanestro in carrozzina.

## Storia
La polisportiva Santa Lucia Sport nasce nel 1960, anno della prima edizione delle Paralimpiadi, svoltesi proprio a Roma, mentre la squadra di pallacanestro in carrozzina nasce nel 1974 e disputa il suo primo campionato nella stagione 1978-1979.

## Roster
|    | Naz.                  | Ruolo | Sportivo                 | Anno |  |  | Note |
| -- | --------------------- | ----- | ------------------------ | ---- |  |  | ---- |
| 3  | Libano (bandiera)     |       | Ali Tailamoun            | 1997 |  |  | 1.0  |
| 7  | Italia (bandiera)     |       | Mohamed Sanna Ali        | 1972 |  |  | 1.5  |
| 9  | Italia (bandiera)     |       | Mirko De Stefanis        | 1976 |  |  | 4.5  |
| 10 | Italia (bandiera)     |       | Manuel GIzzi             | 1986 |  |  | 1.0  |
| 15 | Etiopia (bandiera)    |       | Fozia Sherif Mohammed    | 1998 |  |  | 1.0  |
| 16 | Italia (bandiera)     |       | Matteo Mastrangelo       | 1995 |  |  | 1.0  |
| 17 | Romania (bandiera)    |       | Alexandru Mariam Ciobanu | 1992 |  |  | 4.5  |
| 21 | Italia (bandiera)     |       | Marco Volpi              | 1985 |  |  | 1.0  |
| 36 | Italia (bandiera)     |       | Kenneth Destiny Nwaisi   | 1985 |  |  | 2.0  |
| 20 | Portogallo (bandiera) |       | Ismael De Sousa          | 1983 |  |  | 4.0  |
| 88 | Italia (bandiera)     |       | Francesco Commandè       | 1988 |  |  | 4.5  |
| 96 | Italia (bandiera)     |       | Alessio Torquati         | 1996 |  |  | 1.5  |